# Laetus de Nepta

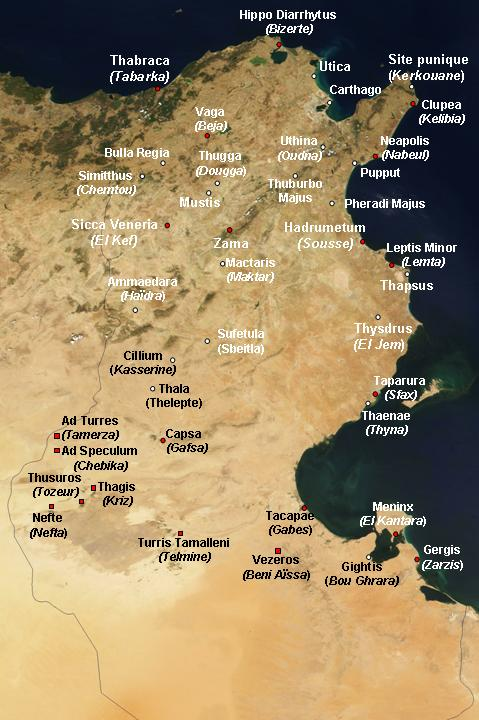
Cités principales de la Byzacène, en Afrique du Nord.

Laetus de Nepta, Lætus de Nepta ou Létus de Nepta (Laetus Neptensis ou Laetus Neptitanus en latin) est un martyr chrétien qui vécut au Ve siècle dans le royaume vandale d'Afrique.
Évêque de Nepta en Byzacène (actuelle Nefta, au sud-ouest de la Tunisie), il est arrêté sur ordre du roi Hunéric et brûlé vif en 484 après une dure captivité.
Selon Victor de Tunnuna, Laetus apparaît un demi-siècle plus tard à l'empereur Justinien dans la nuit pour le sommer, « au nom du Seigneur tout-puissant », d'aller « délivrer les chrétiens d'Afrique de la tyrannie des barbares ».
C'est un saint chrétien fêté localement le 6 septembre.